# Eugénie Servières
Eugénie Servières née Eugénie Honorée Marguerite Charen en 1786 et morte le 20 mars 1855 dans l'ancien 10e arrondissement de Paris, est une artiste peintre française.
Elle est une des représentantes de la peinture de style troubadour.

## Biographie
Fille de Pierre Charen, bourgeois de Paris, elle est aussi l'épouse du dramaturge Joseph Servières et la belle-fille et élève de Guillaume Guillon Lethière, directeur de l’Académie de Rome de 1807 à 1816.
Elle se spécialise dans la peinture de genreet est récompensée par deux médailles d'or aux Salons de 1808 et 1817.
Elle expose régulièrement aux différents Salons, depuis 1808, un assez grand nombre de tableaux remarquables par le choix des sujets et le charme de l'exécution. En 1825, elle exposera deux peintures au Salon de Lille. Elle peint, entre autres, Agar dans le désert, Lancelot du lac et Geneviève, Louis XVIII et Mlle de Lafayette, Alain Chartier et Marguerite d'Écosse, Valentine de Milan, Marie-Stuart, Desdemona chantant la romance du Saule, Blanche de Castille délivrant les prisonniers de Châtenay.
Elle connaît une grande renommée sous l'Empire et la consécration quand l'empereur Napoléon Ier lui achète au Salon de 1812 son tableau la Chrétienne Mathilde convertissant Malek Adhel à la demande de l'impératrice Marie-Louise pour sa collection personnelle, les tableaux de style troubadour connaissant alors une grande vogue. Ce tableau fut par la suite gravé par Marie-Pauline Soyer, la fille de Landon. Au Salon des artistes français de 1822, elle expose Inès de Castro, avec ses enfants, aux pieds d'Alphonse IV, roi du Portugal, pour obtenir la grâce de Don Pedro, son mari. 1335, conservé au château de Versailles.
Ayant eu une production relativement confidentielle, très peu des tableaux d’Eugénie Servières sont actuellement référencés. Plusieurs élèves sont sortis de son atelier.

## Œuvres

### Envois au Salon
Salon de 1806

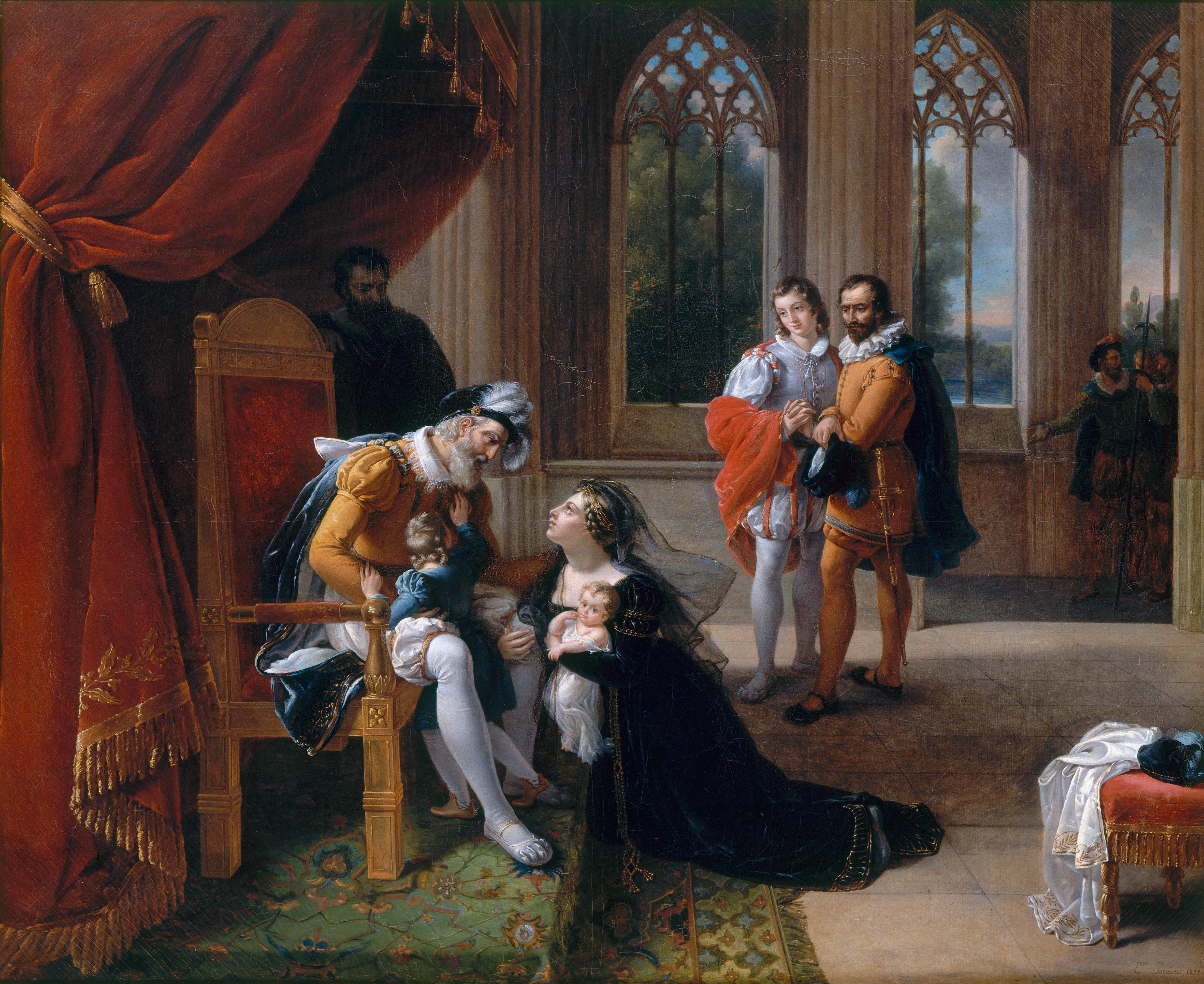
Inès de Castro se jetant avec ses enfants aux pieds d'Alphonse IV roi de Portugal, pour obtenir la grâce de don Pedro, son mari. 1335,
(Salon de 1822). Musée du château de Versailles.

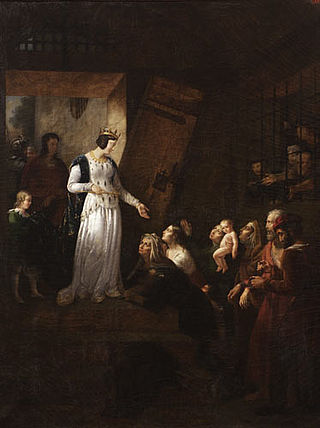
La reine Blanche, mère de Saint-Louis, délivrant les prisonniers (Salon de 1819). Musée des beaux-arts de Libourne.

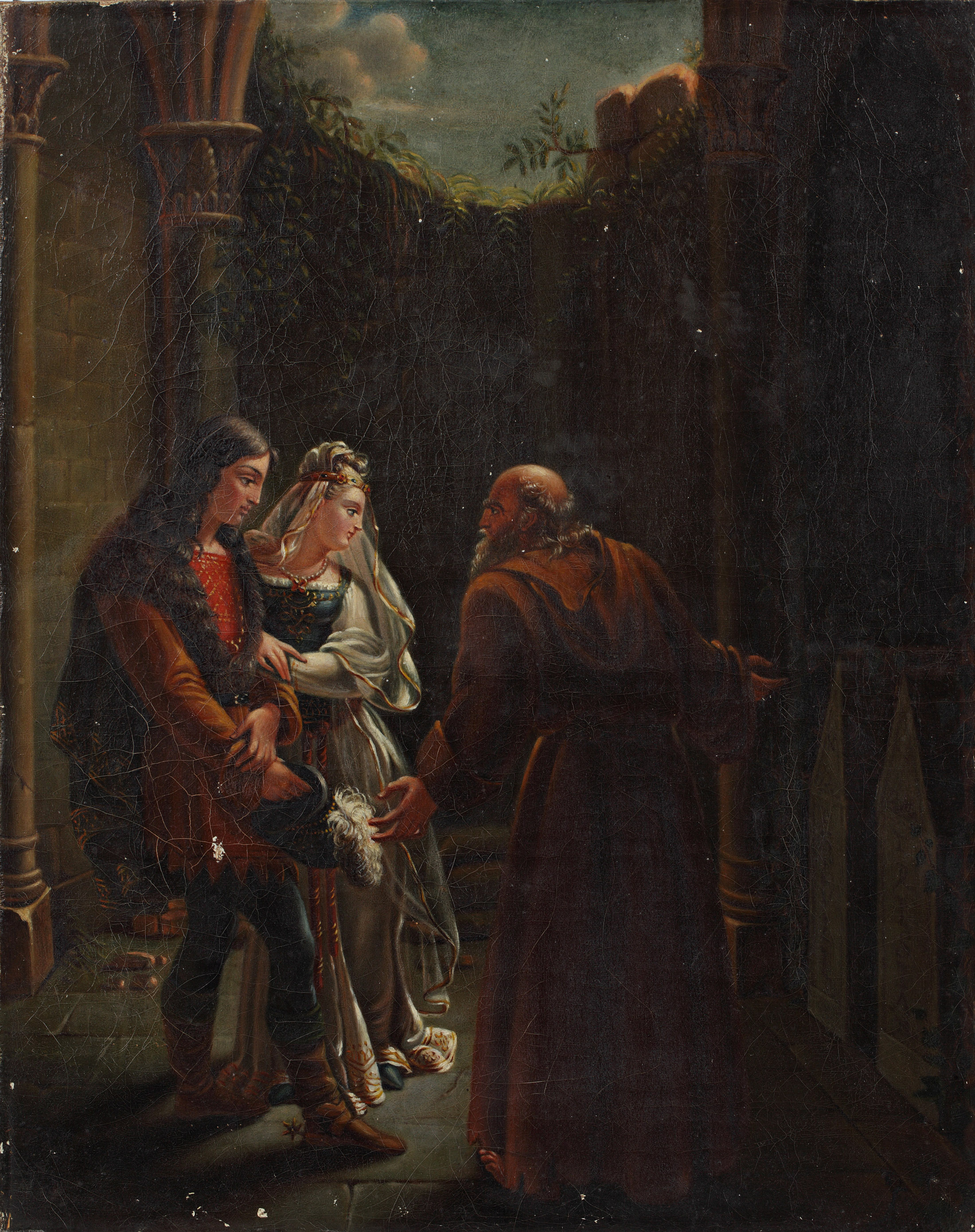
Geneviève et Lancelot visitant les tombeaux d'Yseult et de Tristan, (Salon de 1814)

- Portrait de femme à son piano (portrait de Mme Antoine-Vincent Arnault). Musée national des châteaux de Versailles et de Trianon.

Salon de 1808
- Agar dans le désert (no 552).
- Portrait d'une dame et de son enfant (no 553).

Salon de 1812
- La chrétienne Mathilde obtenant la conversion de Malek-Adhel en répondant à son amour (no 845)[13]. Ancienne collection de l'empereur Napoléon 1er. Localisation actuelle inconnue.
- Etude d'après un mendiant de Rome (no 846)
- Portrait d'une jeune personne (no 847).

Salon de 1814
- Lancelot du Lac et Genièvre visitant les tombeaux d'Yseult et de Tristan (no 838)[14] d'après le poème La Table Ronde d'Auguste Creuzé de Lesser (1811)[15].
- Un homme faisant danser des marionnettes (non listé dans le livret d'exposition, refusé par le jury d'admission du Salon[16], mais semble tout de même avoir été exposé, puisqu'un critique fait allusion, sans le décrire, à un second tableau de l'artiste[17].)

Salon de 1817
- Louis XIII et Mademoiselle de La Fayette (no 694)[19] d'après un roman de Mme de Genlis[20]. Ancienne collection du duc de Berwick.
- Marguerite d'Écosse et Alain Chartier (no 695).

Salon de 1819
- Blanche de Castille, mère de saint Louis, délivrant les prisonniers enfermés dans les cachots du chapitre de Châtenay, près Paris (no 1030)[22], huile sur toile, 141 x 109 cm, Libourne, musée des beaux-arts.
- Marguerite d'Écosse et Alain Chartier (no 1031)

Salon de 1822
- Inès de Castro et ses enfants se jetant aux pieds du roi Alphonse pour obtenir la grâce de l'infant don Pedro, son époux (no 1190). Musée national des châteaux de Versailles et de Trianon.
- Valentine de Milan (no 1191). Ancienne collection de la duchesse de Berry[24]. Localisation actuelle inconnue.
- Marie-Stuart sur le vaisseau qui la conduit en Ecosse (no 1192).
- Malek-Adhel attendant Mathilde au rendez-vous qu'elle lui a donné dans le tombeau de Josselin de Montmorency (no 1193), 1820, huile sur toile, Musée des Beaux-Arts de Brest[25].
- Portrait de M. S*** (no 1194) — Portrait de Joseph Servières, époux de l'artiste[26]

Salon de 1824
- Scène du 4e acte de l'Othello de Shakespeare (no 1569), dit aussi Desdémona chantant la romance du Saule[28], huile sur toile, 130 × 102 cm, acheté en 1838 par l'État, Centre national des arts plastiques, Inv. FNAC 245[29].
- Portrait de femme (no 1570).

Salon de 1825 à Lille
- Lancelot du lac et Genièvre visitant les tombeaux d'Yseult et de Tristan (Sujet tiré du poème de la Table ronde).
- Mathilde (Sujet tiré du roman de Mme Cottin).

Salon de 1833
- Portrait de Mlle Caroline Paillet (no 2186)[31]
- Portrait de Mme Lethière (no 2187)[32].

### Autres œuvres
- Portrait de Léon Bernard[note 1], 1804, huile sur toile, collection privée[33],[34];
- Élisa Bonaparte, étude réalisée d'après nature utilisée en 1806 par Guillon-Lethière pour réaliser le portrait en pied d'Élisa Bonaparte commandé par Napoléon et conservé au château de Versailles[35].
- Portrait en buste d'Anna Jouberthon, 1809 ou 1810[36]
- Prière pour les marins, 1818 ;
- Un Petit Savoyard (un jeune garçon avec à ses pieds sa marmotte sans vie), vers 1820, acquis par la Société des Amis des Arts de Paris en 1820 (lot 61), remporté par Pierre-Paul, vicomte Both de Tauzia (1778-1843) lors du tirage du 31 janvier 1821[37],[38].
- Portrait de Léonce Angrand, Musée Louis-Philippe, château d'Eu[39];
- Portrait du roi Charles X, vers 1826, copie commandée par l'État déposée à la mairie de Poitiers en 1826, payée 500 francs ; collection du Centre national des arts plastiques, no d'inventaire FNAC PFH-5497[40],[41], localisation actuelle à confirmer.

### Galerie

Œuvres d'Eugénie Servières
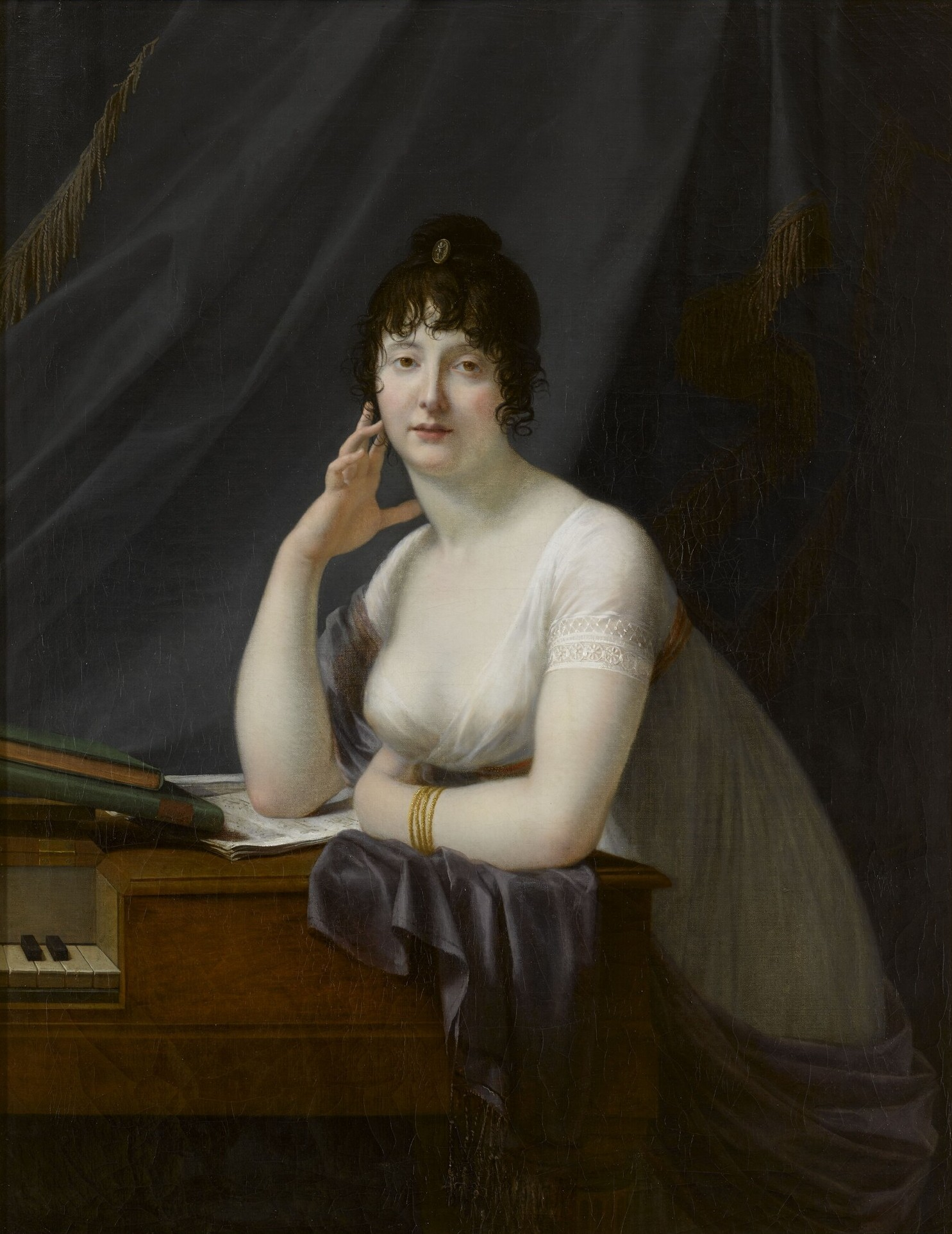
Madame Antoine-Vincent Arnault, née Marie-Jeanne Catherine dite Sophie Guesnon de Bonneuil (Salon de 1806). Musée des châteaux de Versailles et de Trianon (attribution).
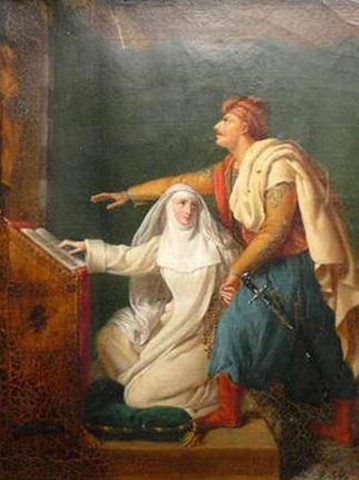
La chrétienne Mathilde obtenant la conversion de Malek-Adhel en répondant à son amour (Salon de 1812).
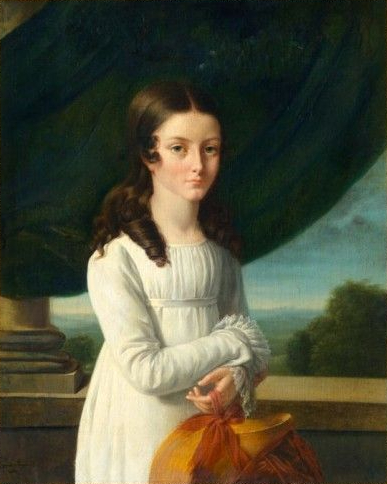
Portrait de jeune femme au balcon, 1812. Peut-être le même que le Portrait d'une jeune personne présenté au Salon de 1812.
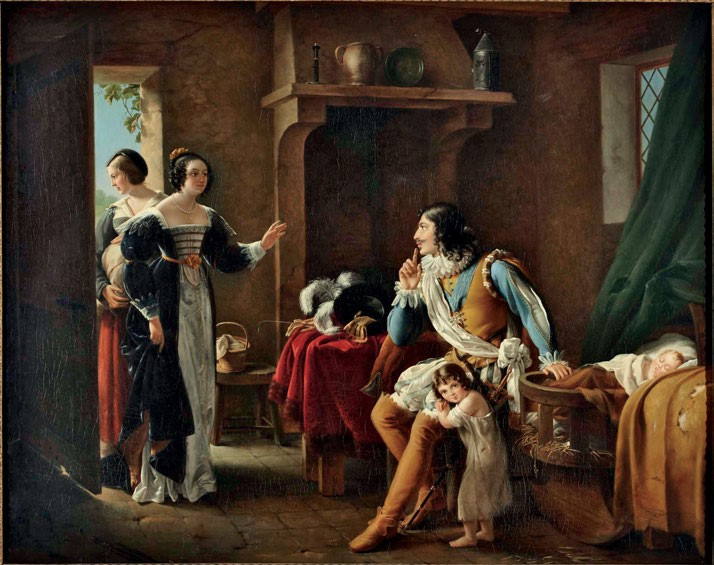
Louis XIII et Mlle de La Fayette (Salon de 1817). Fundación Casa de Alba, palais de Liria.
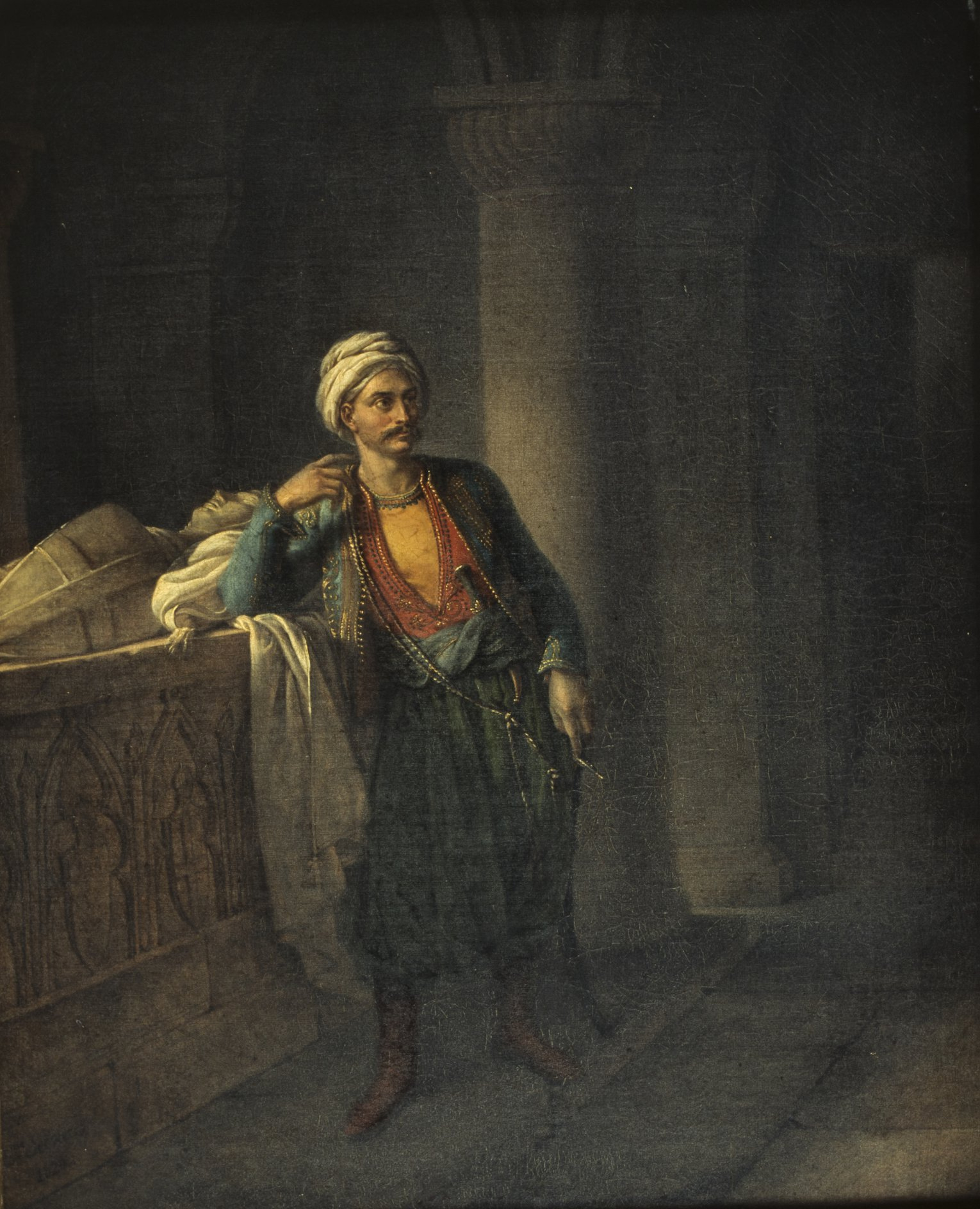
Maleck-Adhel attendant Mathilde au tombeau de Josselin de Montmorency, 1820 (Salon de 1822). Musée des Beaux-Arts de Brest.
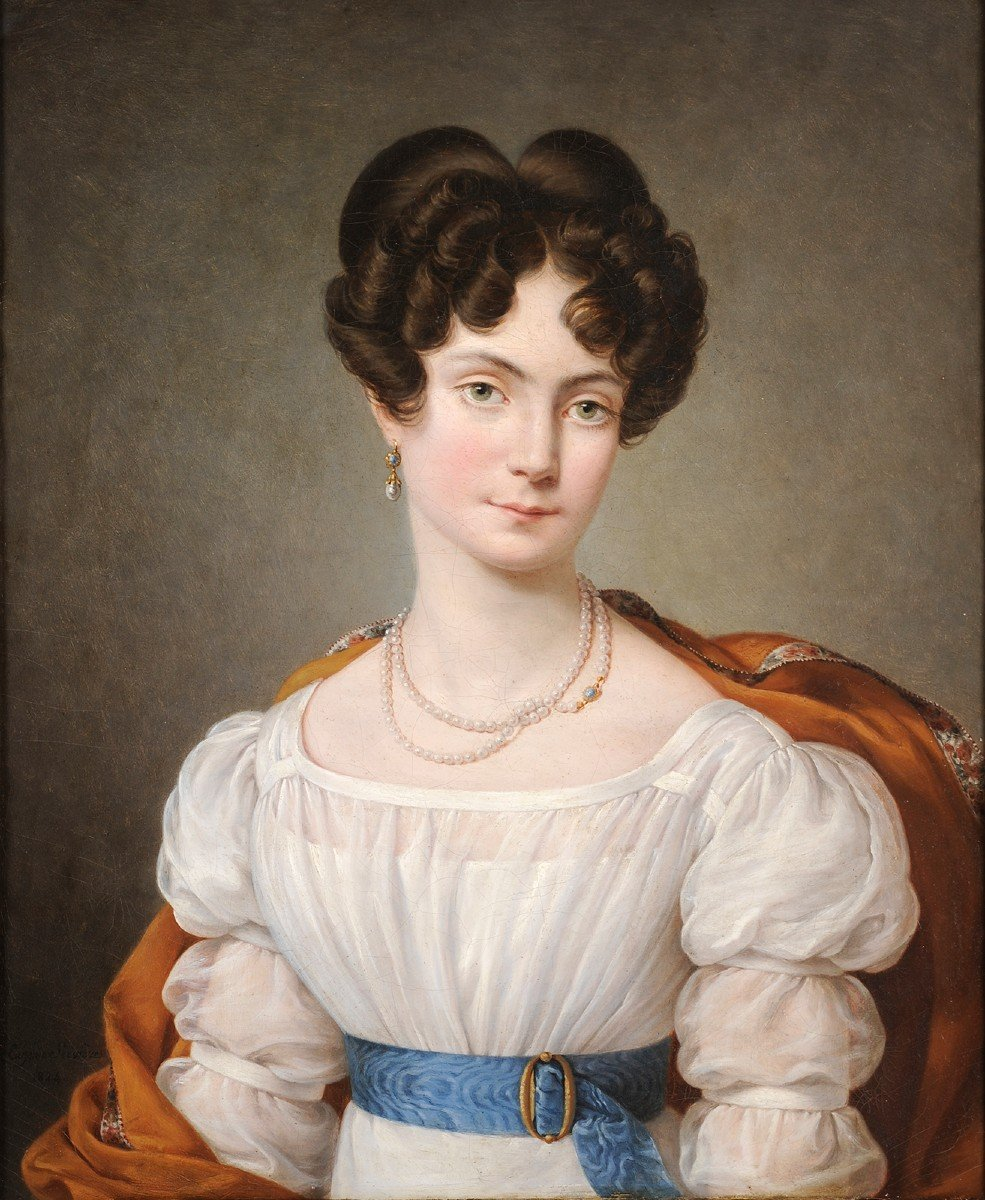
Portrait de jeune femme, 1824, peut-être le portrait présenté au Salon de 1824.
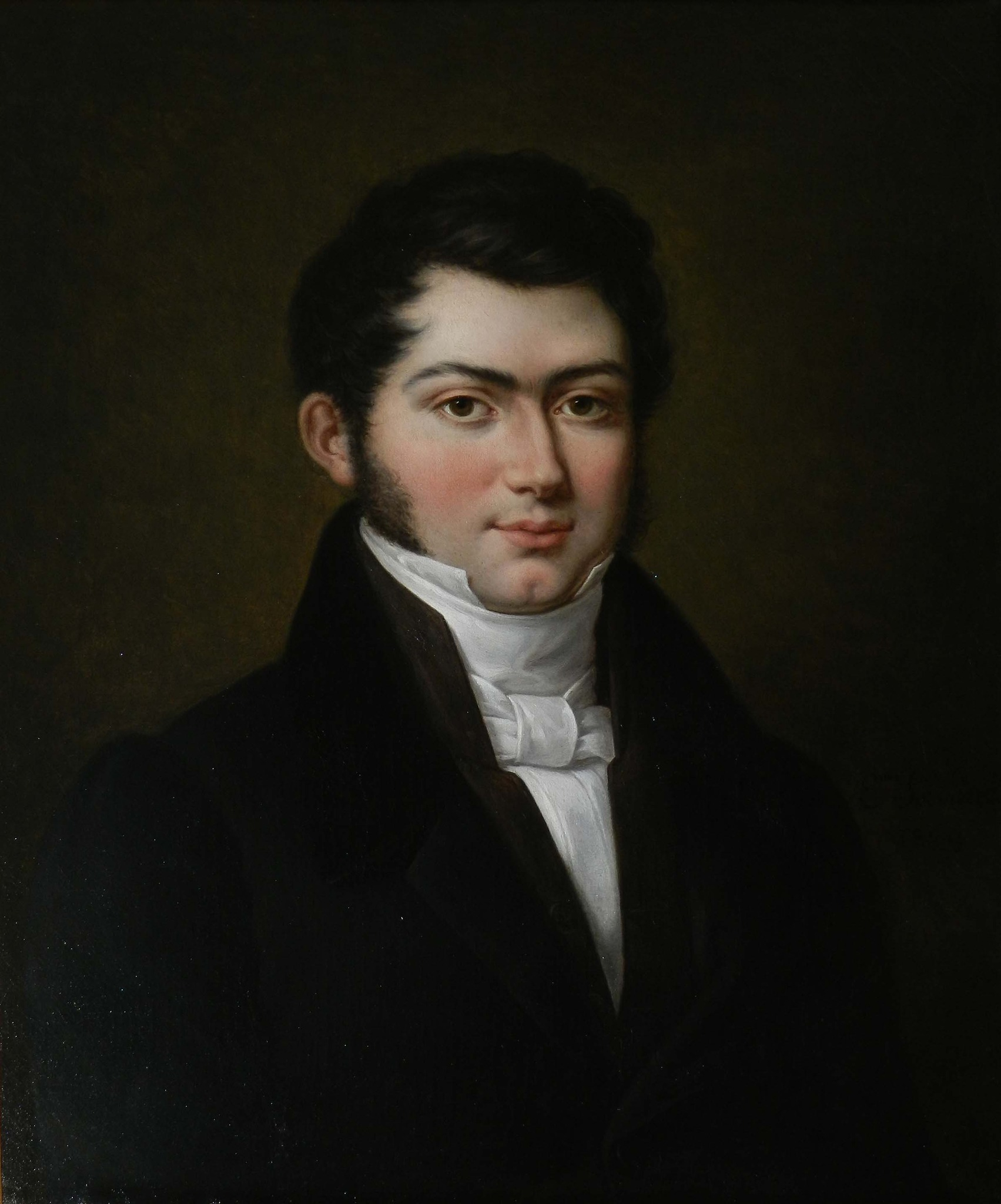
Portrait de Léonce Angrand, musée Louis-Philippe du château d'Eu.
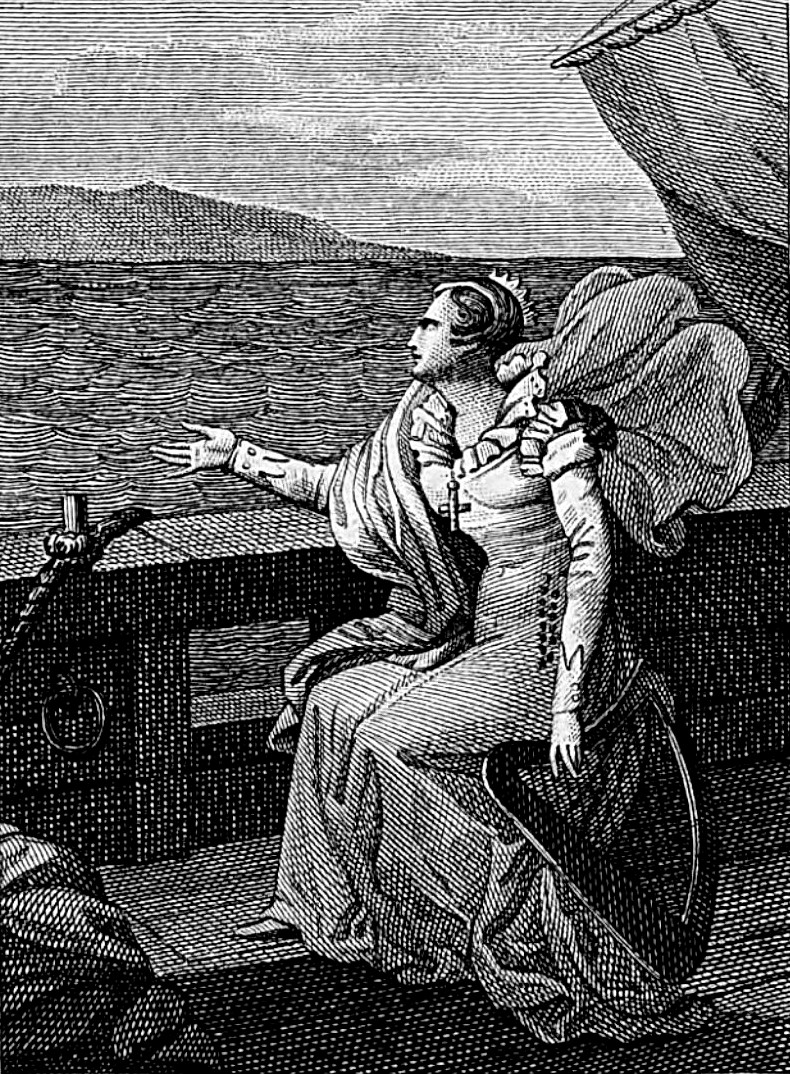
Marie Stuart sur le vaisseau qui la conduit en Écosse, gravure anonyme d'après le tableau du Salon de 1822
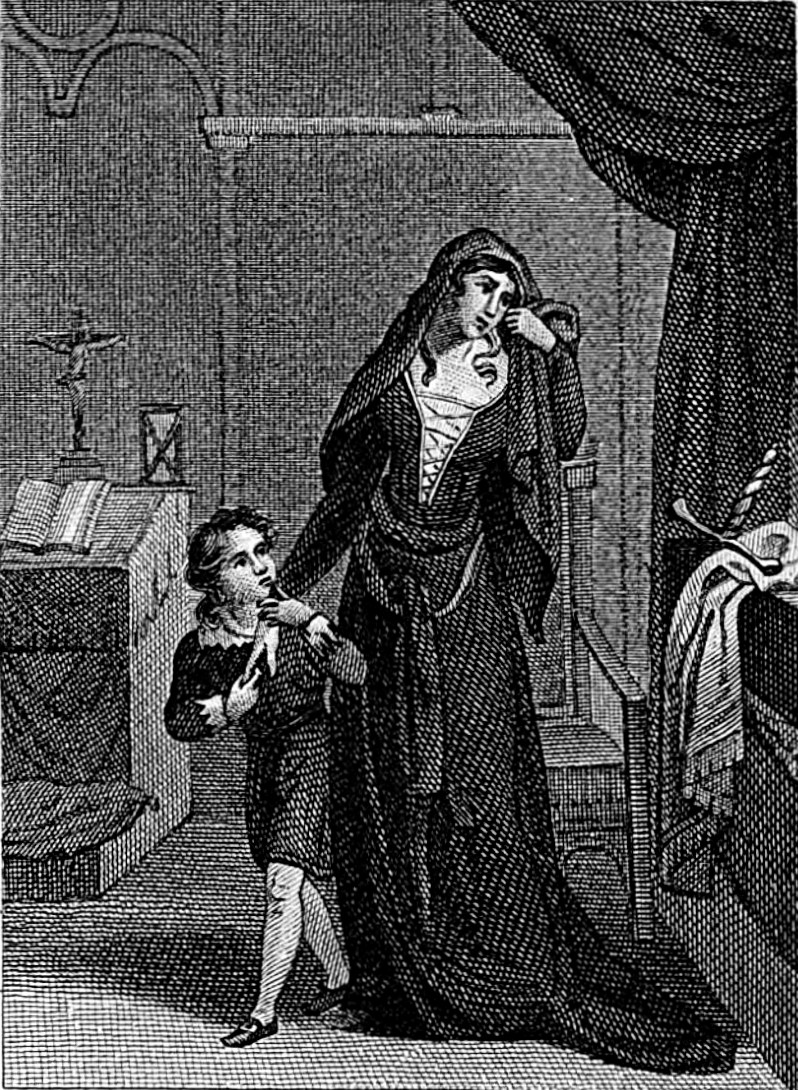
Valentine de Milan, gravure anonyme d'après le tableau du Salon de 1822

## Distinctions
- Médaille d'or au Salon de 1808.
- Médaille d'or au salon de 1817.